# LAPA FA-03突擊步槍
LAPA FA-03是一種由巴西自動武器研究實驗室有限公司（簡稱：LAPA）研製的犢牛式突擊步槍，發射5.56×45毫米北約標準彈（另一說是舊式M193彈）。由於缺乏訂單，故此槍於1983年只生產了約500枝左右，其後連生產商也倒閉了。

## 設計特色
LAPA FA-03全槍採用了犢牛式設計，作動方式與多數傳統設計的突擊步槍相同，皆採用了導氣活塞式操作原理和轉拴式槍栓的系統。值得一提的是此槍並沒有手動保險，而其扳機更是雙動式設計，這種設計常見於半自動手槍及轉輪手槍上，卻鮮有大型槍械採用（另一種採用雙動扳機設計的大型槍械為義大利的幽靈M4型衝鋒槍）。其快慢機位於步槍的左側，並有三個位置，分別為：半自動、全自動以及待擊解脫。在子彈上膛後，其待擊解脫裝置能夠讓擊錘空全的釋放，以令步槍能夠被安全的攜帶。而在此時當要開第一槍的時候，射手只要用力扣下扳機便可。
與FAMAS及QBZ-95一樣，FA-03的拉機柄同樣位於提把裡面，機械瞄具為開放式，表尺在提把上方；供彈具為20或30發容量的STANAG彈匣。

## 使用國
- 巴西－極少量裝備特警單位[1]。

## 外部連結
- （页面存档备份，存于）
- 槍炮世界 （页面存档备份，存于）

## 另見
- FN FAL自動步槍
- M16突擊步槍
- FAMAS突擊步槍
- 95式自動步槍
- 86S式自動步槍
- Khaybar KH2002突擊步槍
- 幽靈M4型衝鋒槍